# コンタクト・トレーシング

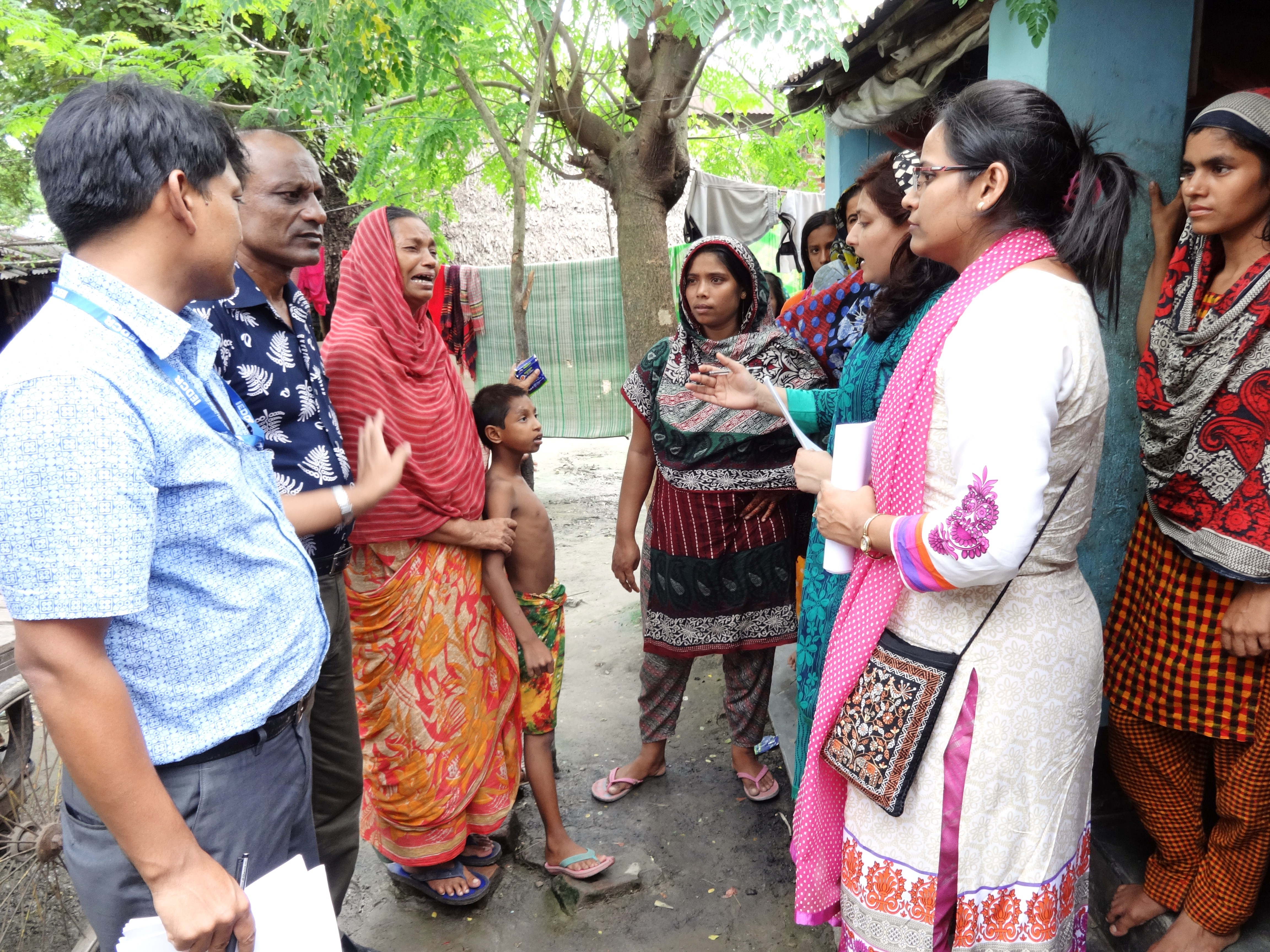
バングラデシュでのコレラ流行（2014年）の際のインデックス・ケースの母親の聴き取りの様子

コンタクト・トレーシング（英: contact tracing、接触者追跡）あるいは接触者調査 (英: contact investigation) は、ヒトからヒトへと伝染する感染症に関して、感染者が過去に接触した相手を特定し、そこから別の感染者を見つけていく公衆衛生の手法である。感染症サーベイランス体制の一部をなしており、疾病の発生状況の正確な把握のほかに、感染者の早期発見と治療、および早期隔離による流行の防止に貢献する(p170)。感染経路や病態などがよくわかっていない場合、それらについて手がかりをえるためにも重要である。
コンタクト・トレーシングは、公衆衛生当局の職員が各所で必要な情報を聴き取っていく調査方法として発達してきた。まず感染が判明した患者（「インデックス・ケース」(index case) と呼ぶ）から過去の行動などを聴き取り、その情報から、感染している可能性があると考えられる他の人物（「接触者」(contacts) と呼ぶ）を特定し、それら接触者についても順次聴き取りをおこなっていく。この際、インデックス・ケースが感染させたと思われる接触者についての聴き取りを「前向き」調査 (forward/prospective tracing)、インデックス・ケースに感染させたと思われる接触者についての聴き取りを「後ろ向き」あるいは「さかのぼり」調査 (backward/retrospective tracing) と呼ぶ。この調査で新しく感染者が見つかった場合、その感染者を起点として同様の調査を再帰的につづけていく。

感染の連鎖

接触追跡の視覚化

こうした古典的な方法に加え、近年では、多くの人が日常的に持ち歩くスマートフォンやタブレットなどを利用して、接触者を特定することが可能になった。公衆衛生機関が当人に連絡をとって古典的な接触者調査と同様のことをおこなう場合もあるが、単にアプリがユーザーにその旨を知らせるだけの場合もある。後者のようなものもcontact tracingと呼ぶことがあるが、その場合、「接触確認」と和訳するのが一般的である。2020年以降の新型コロナウイルス感染症（COVID-19）流行の際には、この技術によって、COVID-19アプリが提供されている。

## 手順
手順の詳細は、病気の種類や社会状況によって異なる。種々の病気のコンタクト・トレーシングについての手引書に共通する手順は、おおむねつぎのようなものである。
(0) インデックス・ケースの探知
何らかの方法で、対象となる病気の感染者あるいはその疑いのある患者が見つかり、当局に報告される。
(1) その患者に関する基本的な情報収集
病院からの報告などで、症状や治療状況などを確認する。
(2) その患者の過去の行動についての聴き取り
患者本人かその周囲から、過去（感染した／させた可能性のある期間）の行動を聴取する。
(3) 接触者のリストアップ
聴き取った内容から、接触者をリストアップする。この際、接触状況から判断して、感染させている可能性の高い濃厚接触者のみに限定したり、優先順位をつけたりする作業をおこなう。
(4) 接触者の特定と連絡
接触者リストから調査対象とする者を特定し、連絡をとる。接触した相手がわからないとき（たとえば公共交通機関や大規模イベントなどでの不特定多数の参加者との接触）は、マスメディアで協力を呼び掛けたり、当該機関の利用記録から接触者を特定したりする場合もある。
(5) 接触者の健康状況の聴き取り
接触者の健康状況を確認する。この時点で診察や治療が必要と思われる徴候がある場合には病院等での診察をおこなう。その結果、感染していることが確認できると、新しい患者が発見されたことになる。その患者について当局に報告し、治療・隔離のための措置をとるとともに、その患者についてのコンタクト・トレーシングを手順 (1) から開始する。
(6) 健康観察／隔離
本人が感染しているかどうか確認できない間は、感染の広がりを防ぐため自宅待機などを要請するとともに、定期的に連絡を取って健康観察をおこなう。この期間に診察や治療が必要と判断する徴候があった場合は、病院等での診察をおこなう（手順 (5) と同様）。
(7) 終了
定められた期間内に徴候が見られなければ、その接触者の調査は終了となる。

## 倫理的および法的問題
公衆衛生当局が監視している種類の病気に感染していることがわかると、行動制限を受けたり、強制的な入院や治療・隔離の対象になったり、個人情報が当局に報告されたりすることになり、人権上の問題が生じる。ただしこれはどのような方法で感染が判明した場合もおなじなので、コンタクト・トレーシングに固有の問題ではない。
コンタクト・トレーシング固有の問題としては、
- 治療や感染防止に直接関係しない私的な行動の情報が集められてしまう
- 接触者への連絡と調査を通じて、感染者を特定できる情報が広範囲にばらまかれてしまう
- 個人間のネットワークと行動のデータが当局によって把握される
- そのようなデータが公表されたり目的外利用されたりする

といったことが挙げられる。コンタクト・トレーシングを実施する担当者は、通常、公務員かそれに準じる地位にあり、調査内容についての守秘義務がある。しかし調査対象者にはそのような義務はない。だから、どんな調査を受けたかの情報を調査対象者から収集すれば、当局が何を疑って調査をすすめているかを推測することが可能である。特定の施設を特定期間に利用した人の情報を集めるために施設名等を公表する場合もあり、そのような場合には、いつどこで感染が発生したかの情報が公知となる。収集したデータを分析した結果が論文等で公表された場合も、個人の行動や交際ネットワークについて情報が表示されていれば、固有名詞をすべて伏せたとしても、個人やその所属団体、居住地等が特定されるおそれがある(pp252-255)。実際、1980年代のAIDSに関するコンタクト・トレーシング結果を報告した論文で、匿名化がおこなわれていたにもかかわらず、ジャーナリストによって患者が特定されてその氏名が公になってしまった事例が存在する。
こうした問題は、感染者やその関係者に不利益をもたらす可能性があるため、コンタクト・トレーシングへの協力を拒む理由になる。法的規定を創り、罰則を設けて強制力を持たせることは可能であるが、実効的であるとは限らない(pp221-227)。